# بانیا

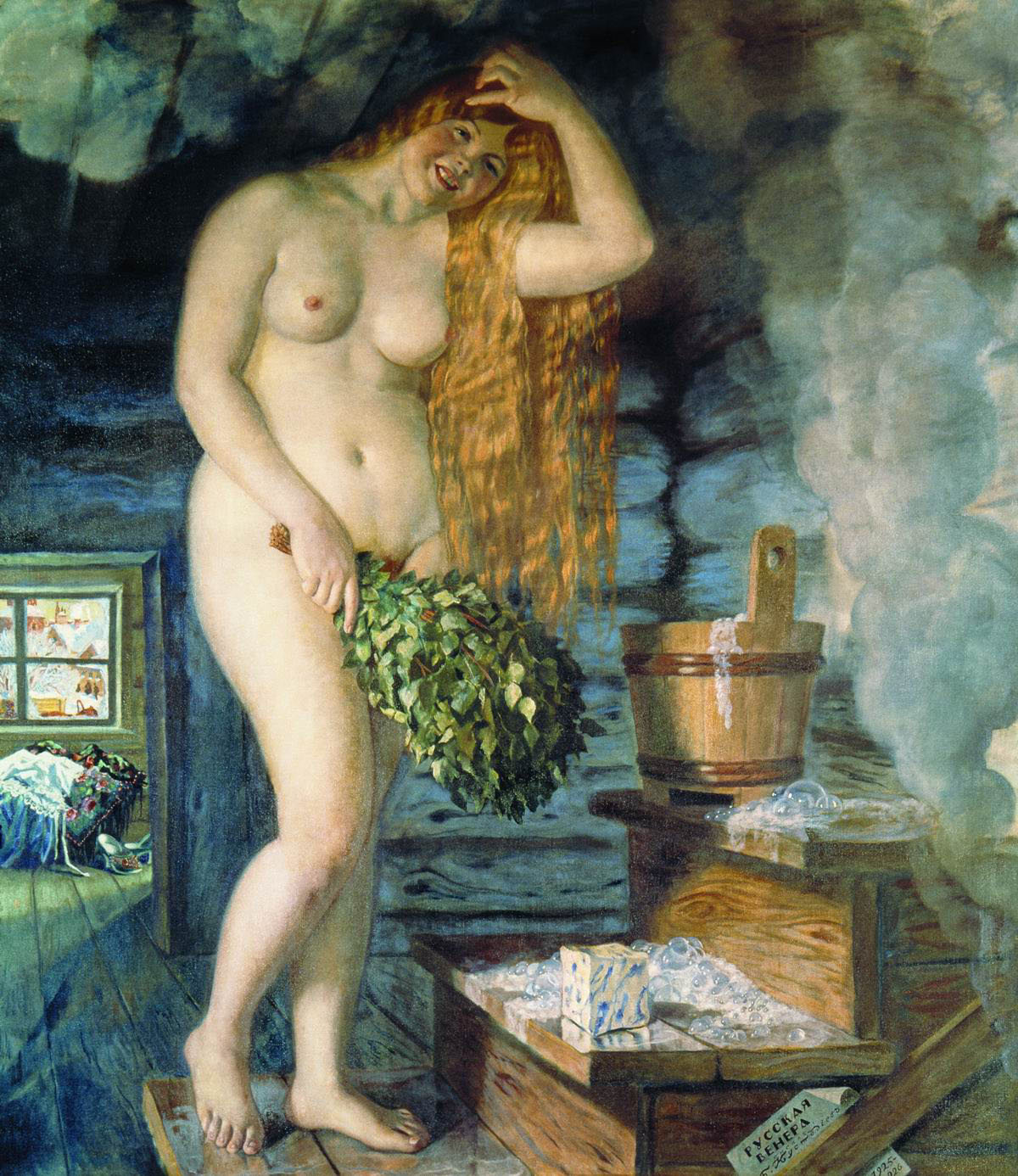
تصویری نقاشی‌شده از یک بانیای روستایی در دههٔ ۲۰ میلادی توسط هنرمند روس «بوریس کوستودیف»: زن زیبای روسی (Russian Venus) در حالی که یک جاروی مخصوص حمام در دست دارد.

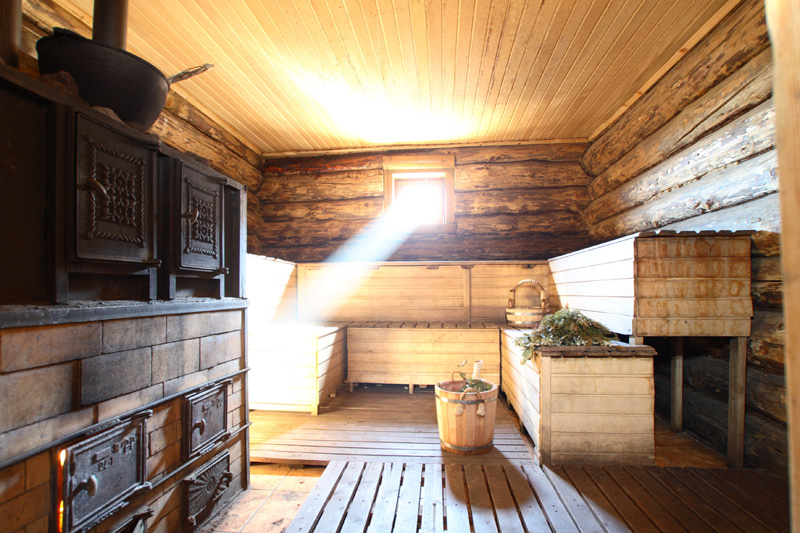
نمایی از طراحی داخلی یک بانیای مدرن روسی

بانیا (روسی: баня؛ [ˈbanʲʌ]) یک حمام بخار سنتی روسی است که از اجاق هیزمی استفاده می‌کند و بخش مهمی از فرهنگ روسی است. بانیا معمولاً در یک اتاق یا سازهٔ کوچک که برای حمام خشک یا مرطوب طراحی شده است، انجام می‌شود. گرما و بخار زیاد باعث تعریق افراد می‌شود.
علاوه بر این در زبان روسی واژهٔ «بانیا» به معنای حمام عمومی هم هست و به‌ویژه اشاره به نوعی حمام تاریخی-سنتی در شهر مسکو به نام «حمام‌های ساندونوفسکی» (روسی: Сандуно́вские бани) یا به اختصار «ساندونی» (روسی: Сандуны́) دارد.